# Accessoire
Een accessoire (uit het Frans: bijkomstig) is een bijkomend, niet-noodzakelijk iets, dat behoort bij een wel noodzakelijk goed of zaak. Gebruik en connotaties van de term zijn afhankelijk van de context. De bijvoeglijke of bijwoordelijke vorm is accessoir. Deze wordt vrijwel uitsluitend in jargon gebruikt. Men kan bijvoorbeeld spreken van een accessoir recht of een accessoire verbintenis.

## Uitspraak
De uitspraak van dit woord maakt de laatste jaren een opvallende en unieke verandering door. De -cc-, die in alle andere Nederlandse - en internationale - woorden als -ks- wordt uitgesproken, wordt nu steeds vaker als -ss- uitgesproken: van "aksesswaar" naar "asseswaar".

## Mode
Zo worden bij kleding versierselen als kettingen en broches tot de accessoires gerekend. Zij behoren tot de kleding, maar zijn vooral versierselen en luxeproducten. Ook riemen,    handschoenen, snuifdozen, handtassen, parasols, haarbanden en waaiers zijn accessoires. De term kan verwijzen naar een extraatje dat bij een specifiek kledingstuk of ensemble hoort, bijvoorbeeld een sjaaltje bij bedrijfskleding, maar meestal duidt hij op  producten die bij kleding in het algemeen horen en dus met allerlei kledingstukken gecombineerd kunnen worden.

## Auto's en motorfietsen
Bij auto's en motorfietsen is het gebruik enigszins vergelijkbaar met dat in de mode. Men kan uiteenlopende handigheidjes en verfraaiingen kopen, maar veel vaker dan in de mode verwijst de term hier naar zaken die bij een bepaald product horen. Autofabrikanten en derden ontwikkelen accessoires die alleen voor een bepaald autotype bedoeld zijn, bijvoorbeeld spoilers en sommige imperiaals. In de duurdere klasse worden zelfs koffersets aangeboden die op maat gemaakt zijn voor de kofferbak van een bepaald type auto. De term kan ook verwijzen naar onderdelen die niet aanvullend zijn, maar de normale delen vervangen. Voorbeelden zijn getint glas in plaats van normaal glas en xenonlampen in plaats van normale koplampen. 
Vaak worden accessoires aangeboden in accessoirepakketten, met een lagere prijs dan de afzonderlijke onderdelen. De aanwezigheid van dergelijke pakketten werd vaak kenbaar gemaakt met een toevoeging als L, GL of GLS achter de typenaam. Deze letters konden staan voor Luxe, Grand Luxe en Grand Luxe Special. Deze praktijk is in de jaren nul minder gebruikelijk geworden; de verhoogde status wordt nu vaak alleen uitgedrukt met speciale velgen, een afwijkende grille of andere uiterlijke details.

## Andere voorbeelden
Ook op veel  andere gebieden vindt men accessoires, bijvoorbeeld in de wc. Dingen als een planchet of een toiletrolhouder zijn hier niet beslist noodzakelijk, maar veraangenamen het "bezoek" wel.

## Vaktaal: juridisch en medisch
Het woord wordt in het Nederlands zelden bijvoeglijk of bijwoordelijk gebruikt, maar in bepaalde vaktaal komt het wel voor. Juristen spreken bijvoorbeeld van accessoir recht, accessoire verbintenissen en accessoire vorderingen. Een accessoir recht zoals erfdienstbaarheid heeft men in samenhang met een hoofdrecht. In het strafrecht zijn deelnemingsvormingen (medeplegen, doen plegen, uitlokken, medeplichtigheid) accessoir: er moet sprake zijn van een gronddelict.
Medici gebruiken het woord wanneer iemand extra lichaamsdelen of structuren heeft, bijvoorbeeld zes in plaats van vijf vingers. Extra handwortelbeentjes of voetwortelbeentjes komen tamelijk veel voor. Bij het gebruik van de term accessoir maakt het geen verschil of iemand last heeft van zijn extraatje. Het os trigonum dat diverse klachten kan geven is evenzeer een accessoir bot als het os styloides dat vaak bij toeval opgemerkt wordt.